# São José dos Quatro Marcos
São José dos Quatro Marcos è un comune del Brasile nello Stato del Mato Grosso, parte della mesoregione del Sudoeste Mato-Grossense e della microregione di Jauru.